# Sinningia elatior
Sinningia elatior là một loài thực vật có hoa trong họ Tai voi. Loài này được (Kunth) Chautems miêu tả khoa học đầu tiên năm 1990.

## Hình ảnh

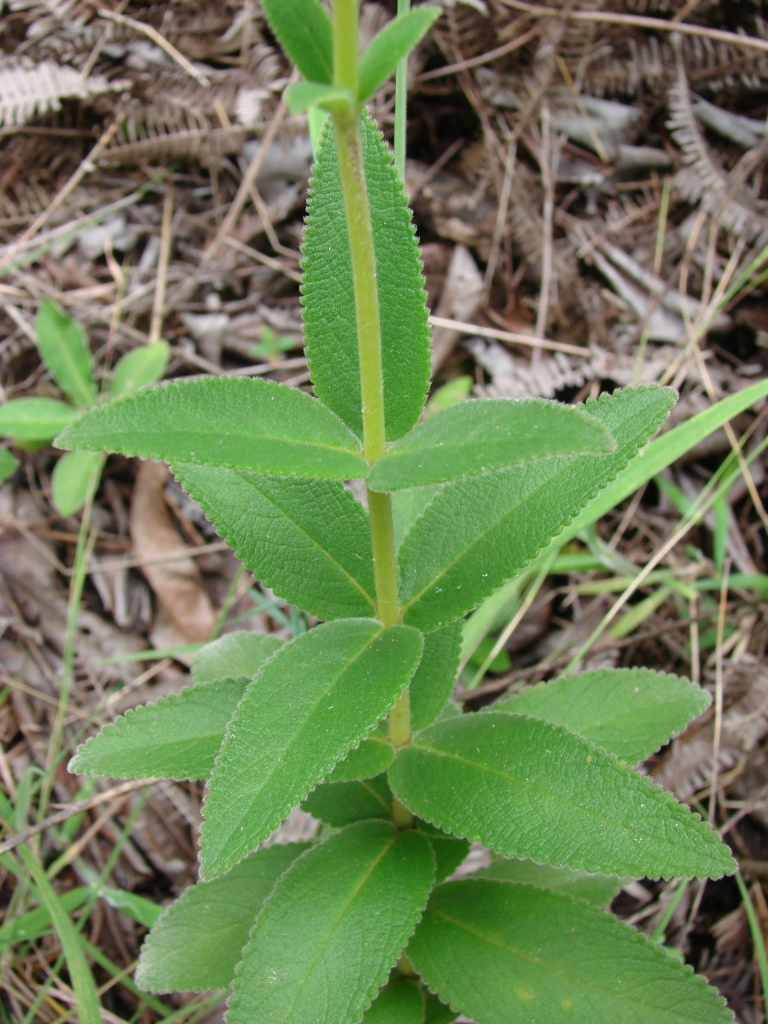
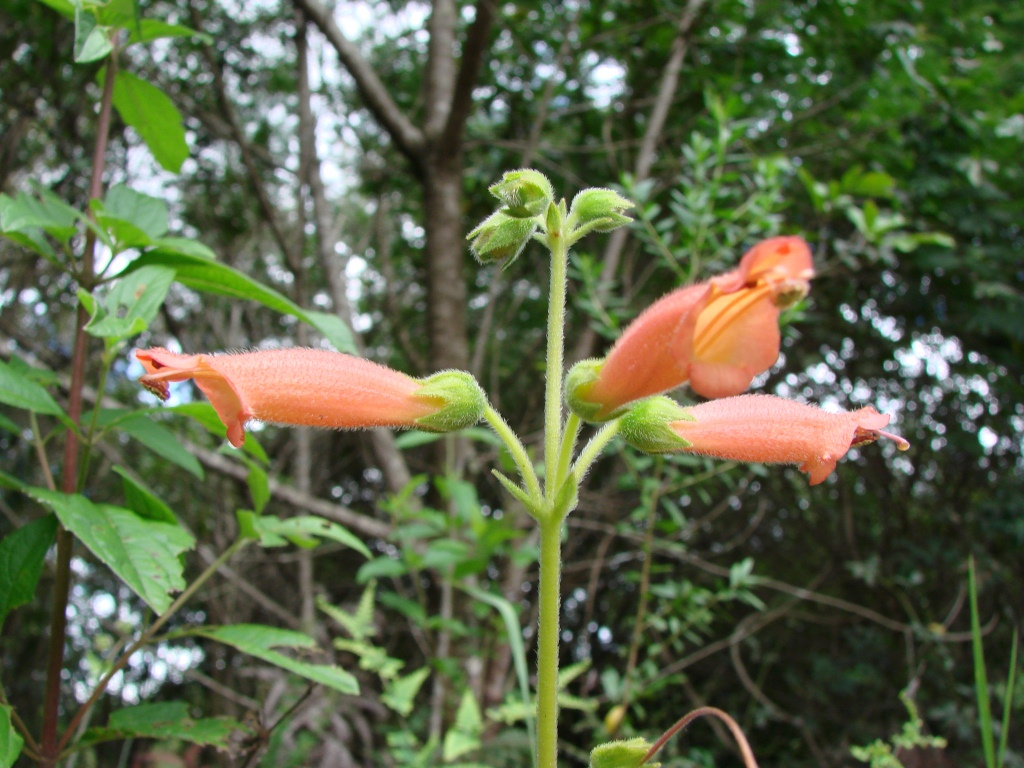